# Libnotes (Goniodineura) parvistigma
Libnotes (Goniodineura) parvistigma is een tweevleugelige uit de familie steltmuggen (Limoniidae). De soort komt voor in het Australaziatisch gebied.